# Juan Francisco Aguirre
Juan Francisco Aguirre (Navarra, 1758 - Solares, 1811) fue un explorador y demarcador español, con actividad relevante en los territorios del actual Paraguay.

## Biografía
Con el grado de Teniente de Navío, fue enviado a América, como encargado de la cuarta Partida demarcadora de límites entre las posesiones hispano lusitanas en el Río de la Plata, que habían sido acordadas en el Tratado de San Ildefonso de 1777. Arribó a Asunción en 1784 con la intención de esperar a sus contrapartes portuguesas, las cuales nunca llegaron. Esta espera le permitió investigar los Archivos del Cabildo de Asunción y estudiar la Provincia.
Fue plasmando sus investigaciones en un diario de viaje, el cual se conoce como "Diario del Capitán de Fragata de la Real Armada Don Juan Francisco Aguirre en la Demarcación de Límites de España y Portugal en la América Meridional", en la cual no solo se refiere a sus viajes, sino que también aporta información sobre la historia de la Provincia a partir de los Archivos del Cabildo, en el cual se hallaba documentación sobre la administración de la región desde el siglo XVI. Además de los territorios del actual Paraguay, Aguirre recorrió otros puntos de América, como Montevideo, donde llegó en el paquebote "Nuestra señora de la piedad".
Aguirre abandonó la Asunción en 1796, y dos años más tarde se embarcó con destino a España. Fue comandante de la Real Fábrica de Artillería de La Cavada pero debido a la ocupación francesa de la península tuvo que delegar la dirección y vivir de forma fugitiva en la localidad de Solares.  Falleció en esa misma localidad el 26 de febrero de 1811 con el grado de Capitán de Fraga. 
Sus herederos fueron quienes entregaron sus manuscritos a la Real Academia de la Historia, ya que Aguirre no alcanzó a hacerlo en vida. No obstante esta documentación no fue objeto de interés hasta que Martín Fernández de Navarrete la menciona en su obra Biblioteca Marítima Española. La Biblioteca Nacional Argentina copió la documentación veinte años más tarde, aunque siguió sin tener mayor reconocimiento público. A partir de 1896, fragmentos de la obra dejada por Aguirre comenzó a editarse en diversas publicaciones.